# Betobeto-szan

Betobeto-szan

Betobeto-szan (japánul: べとべとさん, Hepburn-átírással: Betobeto-san) a Japán folklór egyik teremtménye. Alaktalan jókai, aki éjszaka az emberek nyomába szegődve követi őket. Lépteinek zaja „beto beto” hangot hallat. Nevét is innen kapta, mivel a hang  a faszandál hangjára hasonlít ahogy a földön kopog. A jókai kizárólag csak esténként jelenik meg, majd követni kezdi az átutazókat, arra sétálókat. Látni nem lehet, csak hallani a lépteket az üres utcán.Az ember aki egyedül sétál hazafelé éjszaka összefuthat ezzel a veszélytelen de annál inkább zavaró jókaial. Együtt lép a sétálóval és követi őt mindaddig míg ez lehetséges, minden lépéssel egyre közelebb kerülve hozzá.
Mizuki Sigeru, mangaka  kerek testű, mosolygós alakként ábrázolta Betobeto-szant az egyik művében.

## Legenda
Betobeto-szan egyaránt külvárosi utak mentén és a városban bolyongva is megjelenhet. Legendája a Nara prefektúrából és a Sizuoka prefektúrából származik, ezekben a történetekben ez a jókai csak a hegyi utak mentén jelenik meg.
Fukui északi területein elnevezése a Bisa ga cuku a „bisa bisa” hang miatt, mivel ezen területen a hideg hóviharokban, a fantom léptek zaja a  erre emlékeztet. Annyiban különbözik, Betobeto-szantól a Bisa ga cuku, hogy az utóbbi csak akkor jelenik meg ha van hó.
Betobeto-szan nem egy veszélyes jókai, nem jelent fenyegetést senkire. Ha valaki meghallja lépteinek zaját a háta mögül, mindössze annyit kell tennie, hogy maga elé engedi, mint pl.: „Csak utánad Betobeto-szan, Először Te.” 
Betobeto-szan minden esetben elfogadja az invitálást és elsétálva keres valaki mást akit követhet.

## Mese Betobeto-szanról
Létezik egy történet amiben Betobeto-szan mégis visszautasítja az invitálást. E szerint egy férfi lámpással a kezében sétált a sötét úton, mikor meghallotta a jellegzetes lépteket maga mögül. Tudta hogy ez a hang csak Betobeto-szan lehet, ezért lépett egyet oldalra és azt mondta, „Csak utánad Betobeto-szan”. Meglepetésére a felszólításra válasz érkezett: „Nem mehetek előre. Túl sötét van”. A férfi ekkor felajánlotta a lámpását, s  még jobban meglepődött mikor hallotta „Köszönöm”. Ezt követően látta lámpását ellépkedni az úton előre, amit láthatatlan kezek hordoztak.

## Fordítás
Ez a szócikk részben vagy egészben  a(z)   べとべとさん című japán Wikipédia-szócikk fordításán alapul.  Az eredeti cikk szerkesztőit annak laptörténete sorolja fel. Ez a jelzés csupán a megfogalmazás eredetét és a szerzői jogokat jelzi, nem szolgál a cikkben szereplő információk forrásmegjelöléseként.